# Кудрявцева Валерія Львівна
Вале́рія Льві́вна Кудря́вцева (нар. 19 травня 1971, Усть-Каменогорськ, Східноказахстанська область, КазРСР) — російська пропагандистка, акторка, співачка і танцюристка. Підтримує путінський режим та війну Росії проти України. Путіністка.

## Біографія
Народилася 19 травня 1971 року в м. Усть-Каменогорськ (Казахстан) у сім'ї наукових співробітників Льва Миколайовича і Олександри Іванівни Кудрявцевих. Сестра Оксана Жукова займається бізнесом. 
Закінчила Культпросвітучилище в Усть-Каменогорську (факультет театральної режисури). Закінчила Російську академію театрального мистецтва (ГІТІС) (акторське відділення факультету естради).
Танцювала в колективах Євгена Осіна, Богдана Титомира, Ігоря Саруханова і Світлани Владимирської.
На телебаченні — з 1995 року. Працювала на Муз-ТВ, ТНТ, ТВ-6. Вела програми «Партійна зона», «Музогляд», «Випробування вірності». Віджей на телеканалі Муз-ТВ, телеведуча на телеканалі ТНТ («Клуб колишніх дружин»).
Брала участь у шоу «Зірковий лід». У парі з Олексієм Мазуріним брала участь у проекті «Танці з зірками (Росія)». Знімається в кіно.

## Санкції
Підтримала вторгнення Росії проти України.
17 березня 2023 року, на тлі вторгнення Росії в Україну, внесена до списку санкцій Латвії, із забороною в'їзду в країну.

## Особисте життя
1990—1992 року була одружена з музикантом гурту «Ласковый май» Сергієм Линюком (нар. 1971). У них є син — Жан Линюк (нар. 1991). Оригінальне ім′я син отримав завдяки улюбленому акторові матері Жану-Клоду Ван Даму.
2004—2007 року була одружена з Матвієм Фрідріховичем Морозовим. Однак цей шлюб також не був успішним. Чоловік потрапив за ґрати через махінації та незаконне перетинання кордону. Згодом громадськості стали відомі усі подробиці колишнього життя Матвія.
З 2008 року у стосунках зі співаком Сергієм Лазарєвим. 2011 року була вагітна вдруге (вперше від Сергія|, але в липні пережила викидень.Розлучилася у 2012 році.
8 червня 2013 року одружилася з хокеїстом Ігорем Макаровим. Дочка Марія Макарова (нар. 9 серпня 2018)  12 січня 2024 року Кудрявцева оголосила, що пішла від чоловіка.

## На радіо
- Шоу Лери Кудрявцевої «Хороші люди» (радіо «Маяк»).

## На телебаченні
- «Партійна зона» (1995).
- «Музогляд» (ТВ-6, 1998—1999).

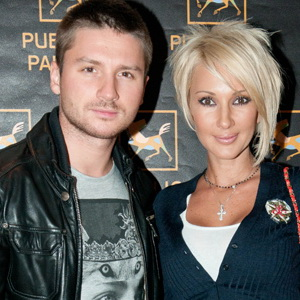
З Сергієм Лазарєвим на вечірці програми "Пусть говорят" 10 вересня 2010

- «Випробування вірності» (Муз-ТВ, ведуча).
- «Клуб колишніх дружин» (ТНТ).
- «Культурний обмін» (ТВ Центр, з 2009 року, ведуча, спільно з Андрієм Разиграєвим).
- «Їж і худни» (ТНТ, з 17 липня 2010 року, ведуча).
- «Нова хвиля» (ведуча, 2002-2011).
- «Пісня року» (ведуча).
- «10 самых...»( Муз-ТВ, ведуча).
- «КВН»(2012) — виступ у конкурсі «СТЕМ із зіркою»в команді Тріод і Діод.
- «Партійна зона»(Муз-ТВ, ведуча з 2012 року).
- «Прем′єр-ліга КВН»(2013) — виступ у фінальному вітанні команди ЮФУ «Ррр».

## Кліпи
- «Спи, моє сонечко» — відеокліп, заспівала разом із Іриною Дубцовою, Алсу, Жасмін і Тетяною Булановою.

Брала участь у кліпах:
- «Разом з тобою» (Чай удвох).
- «Украдене щастя» (Олександр Ломінський).
- «Арам зам зам» (Дискотека Аварія, 2010).

## Фільмографія
- 2004—2007 — Вулиці розбитих ліхтарів (телесеріал) — Варя Замахіна.
- 2007 — Дітки в клітці — Лера.
- 2007 — На даху світу — Елґа.
- 2008 — Гроші для доньки.
- 2008 — Дуже російський детектив — прибиральниця на дільниці.
- 2008 — Найкращий фільм — повія № 3.
- 2009 — Вердикт — Марина Едуардівна Огурцова, тренерка з тенісу, присяжна.
- 2009 — Уся принада кохання — дівчина з машини.
- 2010 — Шукачі пригод —  француженка Софі, журналістка-фотографка.
- 2010 — Щасливі разом (телесеріал) — Даша-апгрейд (співробітниця клініки).
- 2011 — Найкращий фільм 3D — ведуча церемонії.
- 2011 — The Тьолки. Повість про несправжнє кохання (у виробництві).
- 2011 — Ржевський проти Наполеона — офіціантка-стриптизерка
- 2012 — Здрасьте, я ваш папа!
- 2014 —  2015 - Анжеліка - Лера Кудрявцева
- 2022 —  Татусі - телеведуча - новела "Один день"

## Дубляж в кіно
- 2007 — Бі Муві: Медова змова — Венесса Блум
- 2010 — Альфа і Омега: Зубата братва — Кейт
- 2012 — Попелюшка: Повний вперед! [Архівовано 8 грудня 2015 у Wayback Machine.] — Попелюшка